# Riccardo Ros
Riccardo Ros (San Vito al Tagliamento, 14 settembre 1985) è un ex arbitro di calcio italiano.

## Carriera
Ha iniziato ad arbitrare nel 2001, arrivando in Serie D a soli ventuno anni. Dopo aver trascorso tre anni in quarta serie e 5 in Lega Pro, in cui ha diretto anche una finale play-off, nel 2015 viene promosso in C.A.N. B. Ha esordito nella serie cadetta il 12 settembre, in occasione di Crotone-Novara, terminata 2-1. Il 15 maggio 2016, a 46 anni di distanza dall'ultima volta di un arbitro di Pordenone (Bruno De Marchi), ha fatto il suo debutto in Serie A, nella partita Chievo-Bologna, conclusasi sullo 0-0 e diretta senza errori. Nella stagione 2018-19 arriva per lui la seconda presenza in assoluto in A, in occasione della gara Chievo - SPAL del 4 maggio 2019.
Il 1º settembre 2020 viene inserito nell'organico della CAN A-B, nata dall’accorpamento di CAN A e CAN B: dirigerà sia in Serie A che in Serie B. Nella stagione 2020-2021 viene designato in 1 partita del massimo campionato e per 11 in cadetteria.
Il 1º luglio 2021 viene dismesso dalla CAN A-B per motivate valutazioni tecniche.
Al termine della carriera ha diretto 5 gare in serie A.
Il 3 luglio 2023 il Comitato Nazionale dell'Associazione Italiana Arbitri lo nomina Presidente del Comitato Regionale Arbitri del Friuli-Venezia Giulia.